# 短吻頸鰻
短吻頸鰻為輻鰭魚綱鰻鱺目長頸鰻科的其中一個種。

## 分布
本魚分布於全世界熱帶海域之深海中層或底部。

## 特徵
本魚具胸鰭，上頜較長。上下頜牙齒多列，前上腭骨齒為圓錐齒成半圓形；鋤骨齒1列成倒V字型。背鰭開始於胸鰭尾端之後。脊椎骨數128至134。頭長為體長之9至15%；背鰭鰭條數為脊椎骨之2倍；尾鰭鰭條9至10枚；胸鰭鰭條13枚；吻長大於眼徑；側線孔完整。眼大，口正常，尾端側扁。口裂達眼後緣。體色棕色。體長可達40公分。

## 生態
為深海型魚類，棲息水深200至2000公尺。

## 經濟利用
數量極少，無經濟利用價值。